# 堀内岩雄

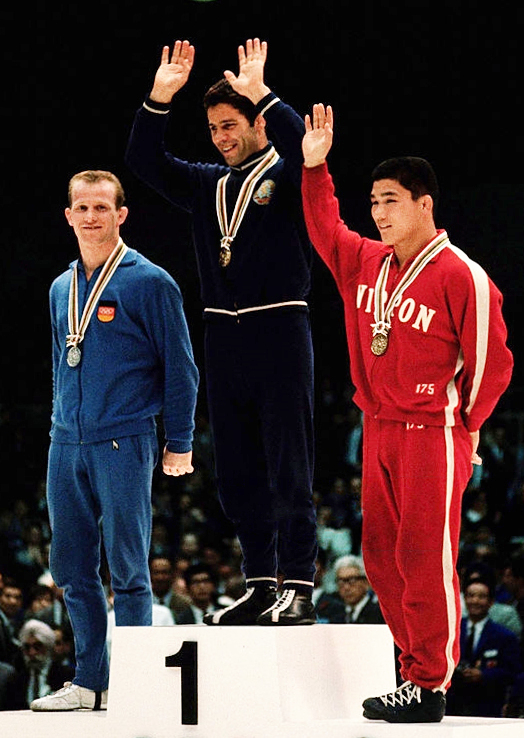
1964年東京オリンピックの表彰式にて（右）

堀内 岩雄（ほりうち いわお、1941年12月9日 - 2015年3月4日）は、富山県滑川市出身のレスリング選手で日本大学教授。1964年東京オリンピックレスリング男子フリーライト級銅メダリスト。日本大学卒業。
2015年3月4日午後0時7分、糖尿病のため死去。73歳没。3月11日に葬儀・告別式が営まれた。